# Waldemar Hartmann (Kunsthistoriker)
Waldemar Hartmann (* 10. Mai 1888 in Pensa, Russland; † 1942 in Berlin) war ein führender nationalsozialistischer deutschbaltischer Kunsthistoriker. 

## Leben und Wirken
Hartmann hatte einen Bezug zu Estland und bezeichnete sich als Balte. Gegen Ende des Ersten Weltkrieges trat er in die Eiserne Division ein. Später zog er nach München um, wo er sich mit Vorträgen und Publikationen gegen den Bolschewismus wandte, den er persönlich in seiner Zeit im Baltikum erlebt hatte. Daneben legte er damals auch einen antisemitischen Roman vor, schrieb Gedichte und einige Bücher mit Bezug zum Baltikum.
1930 gründete er in New York eine deutsche Abteilung am Roerig-Museum und organisierte deutsche Kunstausstellungen. Nachdem seine Aufenthaltsbewilligung in den USA zurückgezogen wurde, musste er 1932 nach München zurückkehren.
Von 1934 bis 1937 war er kulturpolitischer Schriftleiter des Völkischen Beobachters in Berlin und wechselte danach zum Dienststelle Rosenberg, dem Amt des „Beauftragten des Führers für die Überwachung der gesamten geistigen und weltanschaulichen Erziehung der NSDAP“. Dort war er Sachbearbeiter im Amt Kunstpflege und kunstpolitischer Mitarbeiter der Nationalsozialistischen Monatshefte.

## Publikationen
- Ostlandreiter. Gedicht. 1919.
- Die Kunst der Ostmark. In: Nationalsozialistische Monatshefte 9 (1938), Heft 103, S. 931–934.
- Deutsch-baltische Kunst der Neuzeit. In: Nationalsozialistische Monatshefte 10 (1939), S. 15–20.
- Das Baltenland als niederdeutscher Vorposten im Osten. In: Der Norden, 1941, Nr. 8, S. 225–231.
- Die Balten und ihre Geschichte. Zentralverlag der NSDAP, Berlin 1942.
- Das Frontkampferlebnis in der Kunst. Zur Frühjahrsausstellung des Frontkämpferbundes [...] In: Die Kunst im Deutschen Reich (1942), S. 199–204.